# Marshallkreek
Marshallkreek è un comune (ressort) del Suriname di 1.001 abitanti.
Marshallkreek si trova sul fiume Suriname.